# هیگوراشی وقتی که آن‌ها گریه می‌کنند
هیگوراشی وقتی که آن‌ها گریه می‌کنند (ژاپنی: ひぐらしのなく頃に هپبورن: Higurashi no Naku Koro ni, انگلیسی: Higurashi When They Cry ,ت.ت. 'وقتی که جیرجیرک‌ها گریه می‌کنند')
یک مجموعه رمان تصویری ژاپنی دوجین سافت در ژانر معمایی جنایی به تولیدی سونث اکسپنژن می‌باشد که دو سری اول مجموعهٔ وقتی که آن‌ها گریه می‌کنند را شامل می‌شود. این مجموعه رمان متمرکز بر گروهی از دوستان نوجوان است که در روستای ساختگی هینامیزاوا زندگی می‌کنند و نیز رخدادهای عجیبی که در ژوئن ۱۹۸۳ بر آنها رخ می‌دهد.
این بازی‌ها بر بستر موتور بازی اِن‌اسکریپتر و سیستم‌عامل مایکروسافت ویندوز ساخته شده‌اند. اولین بازی این مجموعه رمان، اونی‌کاکوشی-هِن، در اوت ۲۰۰۲ منتشر شد و هشتمین و آخرین بازی مجموعه، ماتسوری‌بایاشی-هِن، نیز در اوت ۲۰۰۶ منتشر گردید. چهار بازی اول مجموعه، به‌طور کل معروف به عنوان هیگوراشی نو ناکو کورو نی بوده و اولین سری از مجموعه رمان‌های وقتی که آنها گریه می‌کنند می‌باشند. چهار بازی بعدی تحت عنوان هیگوراشی نو ناکو کورو نی کای تولید شده که دومین سری از مجموعه می‌باشد.
یک فن دیسک جایزه با نام هیگوراشی نو ناکو کورو نی رِی در دسامبر ۲۰۰۶ منتشر شد. افزون بر مجموعه بازی‌های اصلی، داستان‌های جدیدی در شکل مانگا و بازی‌های ویدئویی برای پلی‌استیشن ۲ و نینتندو دی‌اس خلق شدند تا داستان را گسترش دهند. نسخه‌های اصلی هشت بازی مجموعه توسط مانگاگیمر بین سال‌های ۲۰۰۹ و ۲۰۱۰ به زبان انگلیسی منتشر شد. اقتباس مانگای این مجموعه نیز توسط هشت مانگاکا تولید شد به طوری که هر کدام از مانگاکاها بر روی یک تا سه آرک داستانی کار می‌کردند. مانگا توسط اسکوئر انیکس و کادوکاوا شوتن چاپ و منتشر شد. این مانگا برای انتشار در شمال آمریکا تحت لایسنس ین پرس و تحت عنوان هیگوراشی: وقتی که آن‌ها گریه می‌کنند درآمد. اولین جلد این مانگا در نوامبر ۲۰۰۸ پخش شد.
دو مجموعه تلویزیونی انیمه (معروف به وقتی که آن‌ها گریه می‌کنند (When They Cry) تا قبل از ۲۰۲۰) توسط استودیو دین و به کارگردانی چیاکی کُن در سال‌های ۲۰۰۶ و ۲۰۰۷ تولید شد. سومین اقتباس انیمه نیز به عنوان یک اووی‌ای در سال ۲۰۰۹ منتشر گشت. اولین مجموعه انیمه در سال ۲۰۰۷ تحت لایسنس جنئون انترتینمنت قرار گرفت اما لایسنس آن در ۲۰۱۱ منقضی شد. سنتایی فیلم‌ورکس از آن موقع به بعد هر دو فصل انیمه و همچنین اووی‌ای ۲۰۰۹ را تحت لایسنس خود قرار داد. یک اقتباس فیلم لایو اکشن نیز به کارگردانی و نویسندگی آتارو اویکاوا در می ۲۰۰۸ در تئاترهای ژاپن نمایش داده شد. دنبالهٔ این لایو اکشن هم در آوریل ۲۰۰۹ پخش گردید. یک اقتباس مجموعه تلویزیونی لایو اکشن شش قسمتی نیز در مه ۲۰۱۶ در ژاپن منتشر شد. دنبالهٔ آن نیز در چهار قسمت در نوامبر ۲۰۱۶ منتشر گردید. یک مجموعه تلویزیونی انیمهٔ جدید نیز به تولیدی استودیو پاشیون از اکتبر ۲۰۲۰ تا مارس ۲۰۲۱ پخش گشته و ادامهٔ آن هم از ژوئیه تا سپتامبر ۲۰۲۱ پخش شد.

## آرایش و ساختار
هیگوراشی وقتی که آن‌ها گریه می‌کنند یک «رمان صوتی» است؛ گونه‌ای از رمان تصویری که تمرکز آن بر صوت و جو داستان است. داستان از طریق روایات و توصیفات و دیالوگ‌های ارائه شده به صورت متن بر روی صفحهٔ نمایش به خواننده رسانده شده و شخصیت‌ها نیز به صورت اسپرایت‌های دو بعدی نشان داده می‌شوند. نسخه‌های پورت شده به کنسول‌های خانگی شامل صداپیشگی بر روی شخصیت‌ها توسط صداپیشگان حرفه‌ای ژاپنی می‌باشند. داستان به بخش‌هایی (انگلیسی: Chapters) تقسیم‌بندی شده که هر کدام از آن‌ها یک آرک داستانی جدا را تشکیل می‌دهد. روایت داستان از زاویهٔ دید شخصیت‌های مختلف بیان می‌شود. پس از خواندن مقدار مشخصی از متون درون یک بخش، به بازیکن اجازه داده می‌شود بازی را ذخیره کند و همچنین می‌تواند «نکات» (انگلیسی: Tips) مربوط به معمای داستان را بخواند. این نکات ممکن است خوانندگان را تشویق به استنباط کردن استدلال‌های پشت رخدادهای اسرارآمیز داستان کند.
بخش‌های داستان در دو رده دسته‌بندی می‌شوند: «آرک‌های پرسش» و «آرک‌های پاسخ». هر آرک پرسش، داستانی مستقل است که در یک واقعیت موازی رخ می‌دهد؛ در حالی که هر آرک پاسخ بر اساس آرک پرسش متناظر با آن بوده و هدف این آرک‌ها کمک به خواننده برای تشکیل چشم‌انداز دقیق‌تری از وقایع آرک پرسش مربوطه می‌باشد. برای هر بخش درجهٔ سختی مشخص شده که نشان دهندهٔ میزان پیچیدگی معمای آن بخش است. پس از اتمام یک بخش، تمام نکات قبلی خوانده شده و تصاویر مربوط به صحنه‌های مختلف به صورت یک گالری از منوی اصلی برای خواننده قابل دسترس می‌شوند. علاوه بر همهٔ اینها، خواننده می‌تواند به ویژگی با عنوان «اتاق کارکنان» دسترسی پیدا کند؛ که در آن نویسندهٔ رمان، ریوکیشی۰۷، در مورد وقایع هر بخش به بحث و بررسی می‌پردازد. ویژگی دیگری که می‌توان به آن دسترسی پیدا کرد، «جلسهٔ مرور همهٔ بازیگران» می‌باشد که در آن شخصیت‌های رمان، دیوار چهارم را می‌شکنند و در مورد رخدادهای بخش مربوطه با هم مناظره می‌کنند.

## داستان

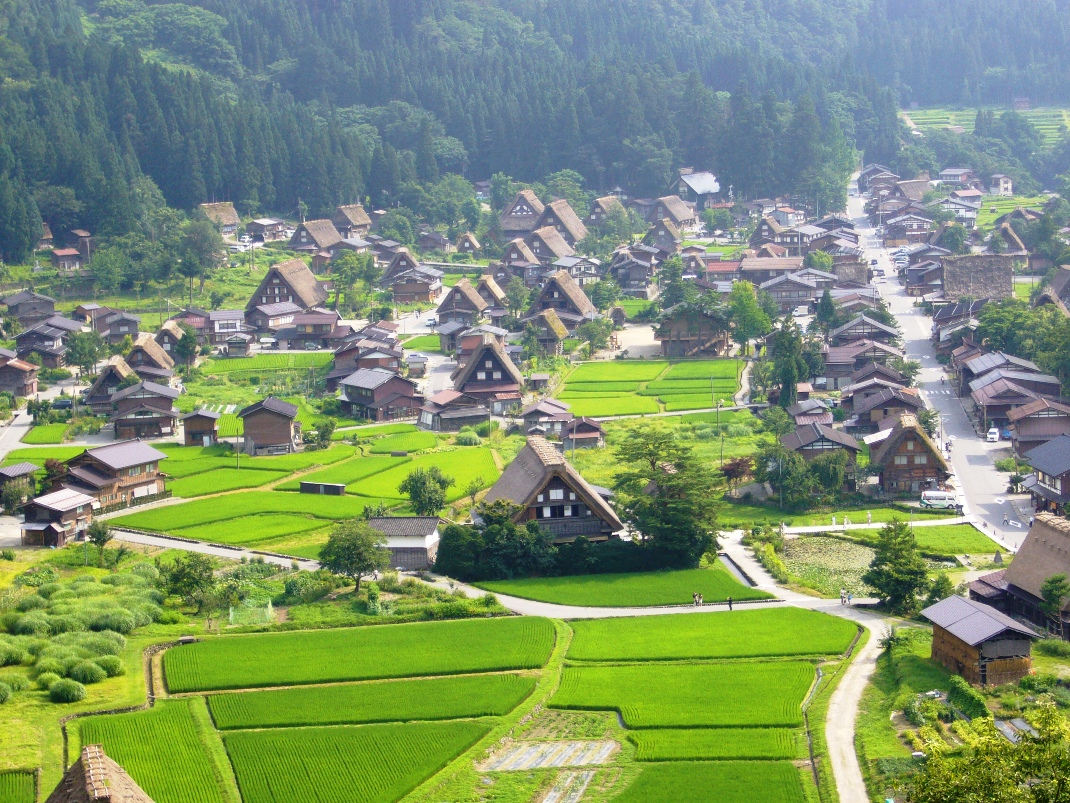
شیراکاوا، گیفو روستایی که هینامیزاوا بر اساس آن طراحی شده است.

در ژوئن ۱۹۸۳، مائِبارا کِئیچی همراه با خانواده‌اش به روستای هینامیزاوا (雛見沢 Hinamizawa) که در شیشی‌بونه-شی (鹿骨市 Shishibone-shi) قرار دارد، نقل مکان می‌کند و با همکلاسی‌هایش سونوزاکی میون، خواهر دوقلویش سونوزاکی شیون، ریوگو رِنا، فوروده ریکا و هوجو ساتوکو دوست می‌شود. طولی نمی‌کشد که کئیچی از جشنوارهٔ سالانهٔ روستا، واتاناگاشی، آگاه می‌شود؛ جشنواره‌ای که به الههٔ محلی اویاشیرو اختصاص داده شده است. هینامیزاوا در نگاه اول روستایی آرام و ساکت به نظر می‌رسد؛ اما اندکی پیش از آغاز جشنواره کئیچی پی می‌برد که چهار سال متوالی و در روز جشنواره، قتل‌ها و ناپدید شدن‌هایی به وقوع پیوسته‌اند. این حوادث زنجیره‌ای نزد روستایی‌های خرافات‌پرست، به ویژه سالمندان روستا، معروف به «نفرین اویاشیرو-ساما» شده است. فردای روز جشنواره در سال ۱۹۸۳، پلیس جسد دو نفر را پیدا می‌کند: عکاس فریلنسر، تومیتاکه جیرو که برای بازدید سالانه به روستا آمده بود؛ بر اساس مشاهدات اولیهٔ پلیس، او گردن خودش را با دستانش پاره کرده است. و نیز پرستار کلینیک روستا، تاکانو میو که جسدش به صورت تمام سوخته در کوه‌های استان گیفو و در نزدیکی مرز استان آیچی پیدا شد. در بیشتر بخش‌های (انگلیسی: Chapters) رمان، کئیچی یا یکی از دوستانش تلاش می‌کنند معماهای هینامیزاوا و نفرین اویاشیرو-ساما را حل کنند، اما به طرز عجیبی خود به بدگمانی و میل افراطی به قتل دچار می‌شوند. چند روز پس از جشنواره، جسد ریکا در معبد خانوادگی فوروده که به اویاشیرو اختصاص داده شده، پیدا می‌شود. در همان روز، فاجعهٔ عظیمی در روستا رخ می‌دهد و کل جمعیت روستا را از بین می‌برد، که رسانه‌های خبری ژاپن علت این فاجعه را به خاطر آزاد شدن گازهای مرداب بیان می‌کنند. خبر این فاجعه سراسر ژاپن منعکس شده و نزد رسانه‌ها و مردم معروف به فاجعهٔ عظیم هینامیزاوا (雛見沢大災害 Hinamizawa Dai Saigai) می‌گردد.
آرک‌های پاسخ فاش می‌کنند که هر آرک قبلی یک واقعیت موازی بوده که در آن ریکا تلاش کرده خودش و دوستانش را نجات دهد اما با شکست مواجه می‌شود. ریکا به عنوان کاهن معبد فوروده می‌تواند با موجودی روحانی به نام هانیو ارتباط برقرار کند. هانیو پایه و اساس اویاشیرو را تشکیل می‌دهد و جد خاندان فوروده می‌باشد. با هر بار مرگ ریکا، هانیو او را به دنیای موازی دیگری انتقال می‌دهد؛ با این حال آخرین لحظات زندگی ریکا در حافظه‌اش باقی نمی‌ماند که باعث می‌شود او علت مرگش را نداند. در آخرین دو بخش اصلی رمان، آشکار می‌شود که کلینیک محلی روستا در حقیقت یک انستیتو محرمانهٔ دولتی است که اعضای آن در حال تحقیق بر روی یک انگل اسرارآمیز هستند که باعث نشانگان هینامیزاوا می‌شود: بیماری که بدگمانی، هذیان و میل مفرط به قتل را به بیمار القاء می‌کند و سرانجام بیمار را وادار می‌کند گردن خودش را پاره کند. این بیماری علت تحریک شدن شخصیت‌ها به ارتکاب قتل در آرک‌های قبلی می‌باشد و برخی از حوادث سال‌های قبل به دلیل این بیماری است. برخی دیگر از حوادث روستا توسط تاکانو میو رخ داد؛ از جمله آنها کشتن تومیتاکه و جعل کردن مرگ خودش و نیز پوشاندن این رخدادها به عنوان نفرین اویاشیرو-ساما. سندرم هینامیزاوا در کسانی آشکار می‌گردد که تحت استرس و فشار روانی فوق‌العاده‌ای هستند یا نیز افرادی که فاصلهٔ زیادی از «ملکهٔ عفونت» (انگلیسی: Infection Queen) دارند. ملکهٔ عفونت فردی است که با آزادسازی نوعی فرومون جلوی وخیم شدن وضعیت افراد روستا را می‌گیرد. زنان خاندان فوروده همگی از جمله ملکه‌های عفونت بوده‌اند و ریکا نیز از جمله آنهاست. ریکا پس از مرگ پدر و مادرش طی رخدادهای عجیبی در ۱۹۸۱ تنها عضو باقیماندهٔ خانوادهٔ فوروده است.
پدربزرگ ناتنی میو، دکتر تاکانو هیفومی است. او اولین کسی بود که در جریان جنگ جهانی دوم توانست سندرم هینامیزاوا را کشف کند. او نظریه‌ای داشت که بر طبق آن اگر هیچ ملکهٔ عفونتی وجود نداشته باشد، در تمام افراد روستا علائم این سندرم پدیدار شده و موج گسترده‌ای از خشونت شیوع پیدا خواهد کرد. در برخی از واقعیت‌های موازی، شیون که تسلیم این سندروم شده، ریکا را می‌کشد؛ ولی با این حال زندگی عادی در هینامیزاوا ادامه می‌یابد که به این معنی است نظریه‌های دکتر تاکانو اغراق‌آمیز بوده است. در بیشتر واقعیت‌ها، میو ریکا را به قتل می‌رساند و تهدید ناشی از شیوع گستردهٔ خشونت، دولت را متقاعد می‌کند که روستایی‌ها را قتل‌عام کنند و آزاد شدن گازهای مرداب به عنوان یک داستان ساختگی و برای سرپوش‌گذاری مورد استفاده قرار می‌گیرد. انگیزهٔ میو از ارتکاب این جنایت‌ها، دفاع و حمایت از نظریهٔ پدربزرگش بوده و نیز می‌خواهد تحقیقات هیفومی پس از آنکه توسط دولت و جامعهٔ علمی مورد تمسخر و تحقیر قرار گرفت، به اجبار به رسمیت شناخته شود. پس از چند صد تکرار زمان (انگلیسی: Loops)، کئیچی به وضوح یا به‌طور ناخودآگاه از واقعیت‌های موازی قبلی آگاه می‌شود که همین موضوع این امکان را فراهم می‌آورد او از چندین نقاط بحرانی که منجر به کشته یا دیوانه شدن شخصیت‌های مختلف می‌شود، اجتناب کند. در آخرین واقعیت موازی، دوستان ریکا از هانیو درخواست می‌کنند که او هم به آنها بپیوندد و بدین گونه موجودیت روحانی هانیو تبدیل به بدن جسمانی می‌شود. با کمک و همراهی هانیو و تمام دانش آنها و نیز متحدانی که در طول مسیر به دست می‌آورند، برنامهٔ میو سرانجام خنثی می‌شود و زندگی‌شان را با خوشحالی ادامه می‌دهند. در یک پایان مخفی، ریکا به گذشته می‌رود و میو را از رنج‌هایی که در طول دوران کودکی دردناکش خواهد کشید و او را به کسی که فاجعهٔ عظیم هینامیزاوا را رقم می‌زند تبدیل خواهد کرد، دور می‌کند.

## تولید

### توسعه
این مجموعه، اولین مجموعه رمان تصویری به تولیدی سونث اکسپنژن می‌باشد. کارگردان بازی و سناریونویس این مجموعه و همچنین طراح همۀ شخصیت‌ها، ریوکیشی۰۷ است. تصاویر پس‌زمینۀ بازی عکس‌هایی هستند که توسط ریوکیشی۰۷، برادر کوچکترش یاتازاکورا و کامه‌یا مانندو گرفته شده‌اند. برنامه‌نویسی توسط افرادی انجام شده؛ از جمله: یاتازاکورا بر روی ساختار اصلی، ۴یو (4U) بر روی وقفۀ میانی و بخش نکات (Tips) در بازی، و بی‌تی (BT) بر روی مینی گیم‌ها کار کرد. بازی‌ها با استفاده از موتور بازی ان‌اسکریپتر طراحی شده‌اند. موسیقی بازی نیز توسط هنرمندان گوناگونی از جمله هم حرفه‌ای‌ها و هم هنرمندان دوجین فراهم شده است؛ به عنوان مثال دای (Dai) که عمدۀ موسیقی‌های آرک‌های پاسخ را تولید کرده است. ریوکیشی۰۷ در ۲۰۰۴ نوشت که چطور او در طول طرح‌ریزی برای هیگوراشی تحت تأثیر آثار و رمان‌های تصویری کی قرار گرفته بود. ریوکیشی۰۷ رمان‌های کی را در کنار دیگر رمان‌های تصویری به عنوان مرجع، بازی و تحلیل کرد تا چرایی محبوبیت‌شان را پیدا کند. او پی برد که راز محبوبیت آنها به خاطر جریان داستانی رمان بود: داستان در ابتدا آغازی عادی و لذت‌بخش دارد، اما بعداً رخدادی ناگهانی باعث می‌شود بازیکن به خاطر شوک ناشی از آن گریه کند. ریوکیشی۰۷ طرح مشابهی برای اساس هیگوراشی به کار برد؛ اما او می‌خواست به جای گریه انداختن بازیکن، با اضافه کردن عناصر وحشت بازیکن را بترساند. ازین طریق، ریوکیشی۰۷ می‌خواست به گونه‌ای با کی که آن را به عنوان "خالق شاهکار" توصیف کرد، ارتباطی داشته باشد.
طی مصاحبه‌ای در شمارۀ دسامبر ۲۰۰۸ نشریۀ مانگای ین پلاس از ین پرس، ریوکیشی۰۷ اعلام کرد که سرآغاز هیگوراشی به یک نمایشنامۀ تئاتر منتشرنشده‌ای با عنوان ایستگاه اتوبوس هینامیزاوا (雛見沢停留所 Hinamizawa Teiryūjo, Hinamizawa Bus Stop) بر می‌گردد که او پیش از انتشار اولین بازی هیگوراشی آن را نوشته بود. هنگامی که او تصمیم گرفت نمایشنامه را بازنویسی و منتشر کند، می‌خواست آن را بر اساس "تضاد میان یک زندگی شاد و عادی و چیزی ترسناک و غیرعادی" ایجاد کند. ریوکیشی۰۷ هنگام توسعۀ جهان هیگوراشی بسیار تحت تأثیر جهان‌های سیشی یوکومیزو قرار گرفته بود. ریوکیشی۰۷ تصمیم داشت "از همان ابتدا داستان را به گونه‌ای طراحی کند که حقیقت با مشاهدۀ چند داستان هم‌پوشان، آشکار گردد"؛ گرچه او در ابتدا تصور می‌کرد می‌تواند نوشتن داستان را طی یکسال تمام کند و ازین رو در اصل دوست داشت هیگوراشی را طی یک بازی منتشر کند. واژۀ هیگوراشی نام نوعی زنجره می‌باشد. ناکو در هیگوراشی نو ناکو کورو نی به معنی "صدا ایجاد کردن" (鳴く Naku) می‌باشد، بویژه صداهایی که موجودات زندۀ غیرانسانی در می‌آورند. این واژه به معنی "گریه کردن" نیز است. به گفتۀ ریوکیشی۰۷، نا (な) در لوگوی مجموعه بخشی رسمی از عنوان می‌باشد.

### تاریخچۀ انتشار
اولین بازی از سری رمان‌های تصویری هیگوراشی وقتی که آنها گریه می‌کنند با عنوان اونی‌کاکوشی-هن در ۱۰ اوت ۲۰۰۲، دومین بازی واتاناگاشی-هن در ۲۹ دسامبر ۲۰۰۲، سومین بازی تاتاری‌گوروشی-هن در ۱۵ اوت ۲۰۰۳ و چهارمین بازی هیماتسوبوشی-هن در ۱۳ اوت ۲۰۰۴ منتشر شدند. چهار بازی اول معروف به آرک‌های پرسش‌اند، درحالیکه چهار بازی دوم تحت عنوان هیگوراشی وقتی که آنها گریه می‌کنند کای معروف به آرک‌های پاسخ هستند. پنجمین بازی مه‌آکاشی-هن در ۳۰ دسامبر ۲۰۰۴، ششمین بازی تسومی‌هوروبوشی-هن در ۱۴ اوت ۲۰۰۵، هفتمین بازی میناگوروشی-هن در ۳۰ دسامبر ۲۰۰۵ و هشتمین بازی ماتسوری‌بایاشی-هن در ۱۳ اوت ۲۰۰۶ منتشر شدند. فن دیسکی با عنوان هیگوراشی وقتی که آنها گریه می‌کنند ری در ۳۱ دسامبر ۲۰۰۶ منتشر گشت. دومین فن دیسک با عنوان هیگوراشی وقتی که آنها گریه می‌کنند هو (ひぐらしのなく頃に奉 Higurashi no Naku Koro ni Hō, وقتی که جیرجیرک‌ها گریه می‌کنند: هدیه) در ۱۷ اوت ۲۰۱۴ انتشار یافت. سونث اکسپنژن در ژانویۀ ۲۰۲۱ خبر از توسعۀ نسخۀ بازسازی‌شدۀ هیگوراشی هو با موسیقی جدید و گرافیک ارتقاءیافته با عنوان هیگوراشی وقتی که آنها گریه می‌گنند هو+ داد و تاریخ انتشارش را سه ماه سوم سال ۲۰۲۱ اعلام کرد. هیگوراشی هو+ در ۲۸ ژانویۀ ۲۰۲۲ منتشر شد و سناریوی کوتاه جدید مه‌هاگاشی-هن را به نمایش گذاشت.
نسخۀ اصلی پی‌سی هشت بازی توسط مانگاگیمر تحت عنوان هیگوراشی وقتی که آنها گریه می‌کنند (Higurashi: When They Cry) به انگلیسی منتشر شد؛ چهار بازی اول در دسامبر ۲۰۰۹ و چهار بازی دوم به صورت ماهانه از فوریۀ ۲۰۱۰ انتشار یافتند. رمان‌های تصویری انتشاری مانگاگیمر، چندین قطعه آهنگ پس‌زمینه و دو ویژگی مخصوص نسخۀ اصلی ژاپنی، یعنی اتاق موسیقی و مینی‌گیم را شامل نمی‌شدند. نسخۀ پی‌سی هشت بازی اصلی توسط سافران پراد ( Saffran Prod) تحت عنوان گریۀ جیرجیرک‌ها ( Le sanglot des cigales) به فرانسوی منتشر شدند؛ با انتشار دو بازی اول در نوامبر ۲۰۰۹. شرکت ژاپنی سیمز برای آی‌اواس به انگلیسی و ژاپنی نسخه‌هایی انتشار داده است. نسخۀ ژاپنی آن شامل همۀ هشت بازی می‌شود. نسخۀ انگلیسی آن بر اساس ترجمۀ مانگاگیمر بوده و از می ۲۰۱۲ شامل پنج بازی اول می‌شود. نسخۀ بازسازی‌شدۀ اونی‌کاکوشی-هن از هیگوراشی وقتی که آنها گریه می‌کنند هو در ۱۵ می ۲۰۱۵ توسط مانگاگیمر بر روی استیم برای ویندوز، اواس ایکس و لینوکس، و آخرین بخش هو+ نیز در ۱۰ نوامبر ۲۰۲۳ انتشار یافت. بروزرسانی‌ها شامل ترجمۀ مجدد، برگرداندن محتوا و قطعه آهنگ‌های حذف‌شده، متن اصلی ژاپنی و طراحی دوبارۀ شخصیت‌ها توسط کوروساکی می‌باشند.
یک دوجین گیم با عنوان هیگوراشی دی‌بریک، بر اساس مجموعۀ هیگوراشی و با نمایش سناریوی جدیدی به نویسندگی ریوکیشی۰۷، توسط توایلایت فرانتیر تولید شد. گیم‌پلی این بازی به صورت تیراندازی سوم شخص بوده که در آن بیشتر شخصیت‌های داستان اصلی هیگوراشی قابل بازی هستند. هیگوراشی دی‌بریک اولین بار در ۱۳ اوت ۲۰۰۶ و یک بسته الحاقی برای آن در ۲۲ آوریل ۲۰۰۷ انتشار یافت.
یک پورت کنسول بازی ویدئویی برای پلی‌استیشن ۲ با عنوان هیگوراشی وقتی که آنها گریه می‌کنند ماتسوری (ひぐらしのなく頃に祭 Higurashi no Naku Koro ni Matsuri, وقتی که جیرجیرک‌ها گریه می‌کنند: جشنواره) توسط آلکمیست در ۲۲  فوریۀ ۲۰۰۷ انتشار یافت. ماتسوری شامل سه آرک جدید می‌باشد: تارای‌ماواشی-هن، تسوکی‌اوتوشی-هن و میوتسوکوشی-هن (که بعداً به میوتسوکوشی-هن اوموته معروف می‌شود). هیگوراشی سومین دوجین گیم است که به کنسول بازی ویدئویی پورت شده است؛ اولین هاناکیسو (Hanakisō) به تولیدی هاکاورکس* و دومین ملتی بلاد به تولیدی فرنچ-برد و اکول بود. اگرچه هیگوراشی اولین بازی بود که پورت شدن آن به کنسول بازی از قبل اعلام شده بود؛ طولانی بودن زمان توسعه‌اش باعث شد سومین بازی پورت شده به کنسول بازی شود. به دلیل محبوبیت هیگوراشی ماتسوری، نسخۀ ارتقاءیافتۀ دیگری از آن با عنوان هیگوراشی وقتی که آنها گریه می‌کنند ماتسوری: کاکه‌را آسوبی (ひぐらしのなく頃に祭 カケラ遊び Higurashi no Naku Koro ni Matsuri Kakera Asobi, When the Cicadas Cry: Festival - Playing with the Pieces) در ۲۰ دسامبر ۲۰۰۷ منتشر شد. این بازی به عنوان یک دیسک ضمیمه برای ماتسوری و نیز به عنوان یک بازی مستقل فروخته شد. کاکه‌را آسوبی علاوه بر تمام محتوای ماتسوری، ماتسوری‌بایاشی-هن و دیگر محتوای اضافه را نیز در بر می‌گیرد.
مجموعه‌ای از چهار بازی برای نینتندو دی‌اس تحت عنوان هیگوراشی وقتی که آنها گریه می‌کنند کیزونا (ひぐらしのなく頃に絆 Higurashi no Naku Koro ni Kizuna, وقتی که جیرجیرک‌ها گریه می‌کنند: پیوند)، که شامل آرک‌های داستانی جدیدند، توسط آلکمیست توسعه یافتند. اولین بخش از کیزونا با عنوان نفرین (祟 Tatari) منتشره در ۲۶ ژوئن ۲۰۰۸ شامل
اونی‌کاکوشی-هن، واتاناگاشی-هن، تاتاری‌گوروشی-هن و آرک جدید سومه‌اوتسوشی-هن (اقتباسی از آرک اختصاصی مانگای اونی‌ساراشی-هن) می‌باشد. دومین با عنوان مفهوم (想 Sō) منتشره در نوامبر ۲۰۰۸ شامل هیماتسوبوشی-هن، مه‌آکاشی-هن، هیروکوواشی-هن (از آرک‌های هیگوراشی ری) و کاگه‌بوشی-هن (اقتباسی دیگر از اونی‌ساراشی-هن) می‌باشد. سومین بازی با عنوان مارپیچ (螺 Rasen) منتشره در مارس ۲۰۰۹ شامل تسومی‌هوروبوشی-هن، میناگوروشی-هن، یوئی‌گوشی-هن (اقتباس مانگایی به همین نام) و آرک جدید توکی‌هوگوشی-هن می‌باشد. در نهایت چهارمین بازی با عنوان پیوند (絆 Kizuna) منتشره در فوریۀ ۲۰۱۰ شامل آرک جدید میوتسوکوشی-هن، ماتسوری‌بایاشی-هن، سایکوروشی-هن (از آرک‌های هیگوراشی ری) و آرک جدید کوتوهوگوشی-هن می‌باشد.
یک پورت پلی‌استیشن ۳ و پلی‌استیشن ویتا با عنوان هیگوراشی وقتی که آنها گریه می‌کنند سویی (ひぐらしのなく頃に粋 Higurashi no Naku Koro ni Sui, وقتی که جیرجیرک‌ها گریه می‌کنند: ماهیت) که ناشر آن کاگا کریئیت می‌باشد، در ۱۲ مارس ۲۰۱۵ انتشار یافته است. این نسخه از هیگوراشی علاوه بر تمام سناریوها از نسخه‌های قبلی کنسول (ماتسوری و کیزونا) شامل صداگذاری کامل، آهنگ‌ها، سی‌جی‌ها، مینی‌گیم‌ها و قابلیت‌های جدید می‌باشد. یک پورت نینتندو سوئیچ با عنوان هیگوراشی وقتی که آنها گریه می‌کنند هو در ۲۶ ژوئیۀ ۲۰۱۸ توسط انترگرام منتشر گشت. هو علاوه بر محتواهای سویی، شامل سه سناریوی جدید از نسخۀ ویندوز هو نیز می‌باشد. پورت پلی‌استیشن ۴ هیگوراشی هو توسط انترگرام در ۲۴ ژانویۀ ۲۰۱۹ منتشر شد.
یک بازی نقش‌آفرینی برای تلفن‌های همراه با عنوان هیگوراش وقتی که آنها گریه می‌کنند می (ひぐらしのなく頃に命 Higurashi no Naku Koro ni Mei, وقتی که جیرجیرک‌ها گریه می‌کنند: زندگی) به طرح‌ریزی دی-تکنو، نوشته شده توسط کیئیچی کانو و توسعه یافته توسط اسمایل اکس در ۳ سپتامبر ۲۰۲۰ انتشار یافت.

## آرک‌های رمان تصویری و اقتباسات انیمه

### آرک‌های اصلی رمان تصویری

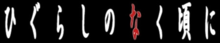
لوگوی ژاپنی مجموعه

#### هیگوراشی وقتی که آن‌هاگریه می‌کنند
هیگوراشی وقتی که آن‌ها گریه می‌کنند (ひぐらしのなく頃に ت.ت. 'وقتی که جیرجیرک‌ها گریه می‌کنند') متشکل از چهار بخش اول رمان است و اولین مجموعه از مجموعه‌های وقتی که آن‌ها گریه می‌کنند را تشکیل می‌دهد. این چهار قسمت به آرک‌های "پرسش" معروفند.
اونیکاکوشی-هِن (Onikakushi-hen, 鬼隠し編, ت.ت. 'بخش ناپدید شدن توسط دیو') (۲۰۰۲)
این آرک از منظر شخصیت اصلی داستان، مائِبارا کِئیچی بیان می‌شود. در ژوئن ۱۹۸۳، کئیچی همراه با خانواده‌اش به روستای هینامیزاوا نقل مکان می‌کند و با افراد جدیدی دوست می‌شود. او همچنین با فرهنگ روستایی‌ها و الههٔ نگهبانشان، اویاشیرو-ساما، آشنا می‌شود. پس از آنکه می‌شنود مرگ‌ها و ناپدید شدن‌های سالانه به خاطر «نفرین اویاشیرو-ساما» رخ می‌دهند، او شروع به کشف اسرار تاریک در مورد روستا و دوستانش می‌کند.
واتاناگاشی-هِن (Watanagashi-hen, 綿流し編, ت.ت. 'بخش به جریان افتادن پنبه‌ها') (۲۰۰۲)
کئیچی از زندگی جدیدش در هینامیزاوا راضی است و از بازی‌هایش با دوستان خود در مدرسه لذت می‌برد. هنگام یک برخورد اتفاقی او با سونوزاکی شیون، خواهر دوقلوی سونوزاکی میون، آشنا می‌شود. کئیچی و شیون با هم دوست می‌شوند و در طول جشنوارهٔ واتاناگاشی مخفیانه به انبارخانهٔ معبد می‌روند و از گذشتهٔ وحشتناک هینامیزاوا باخبر می‌شوند که پس از مدت کوتاهی زنجیره‌ای از رخدادها را راه می‌اندازد و خشم نفرین اویاشیرو-ساما را برمی‌انگیزد.
تاتاریگوروشی-هِن (Tatarigoroshi-hen, 祟殺し編, ت.ت. 'بخش کشته شدن توسط نفرین') (۲۰۰۳)
کئیچی پس از تلاشی ناموفق برای آشپزی و درست کردن شام برای خودش، از هوجو ساتوکو کمک می‌گیرد و این آغازی برای رابطهٔ برادر خواهری این دو نفر می‌شود. هنگامی که عموی خشونت‌آمیز ساتوکو به هینامیزاوا بر می‌گردد، کئیچی مصمم می‌شود به هر قیمتی از ساتوکو محافظت کند و طولی نمی‌کشد که او تصمیمی بسیار ناراحت‌کننده می‌گیرد.
هیماتسوبوشی-هِن (Himatsubushi-hen, 暇潰し編, ت.ت. 'بخش تلف کردن زمان') (۲۰۰۴)
در ۱۹۷۸، محلی‌های روستای هینامیزاوا به شدت به برنامهٔ دولت برای ساخت سد و نابود شدن روستایشان اعتراض می‌کنند. هنگامی که نوهٔ وزیر ساخت‌وساز ژاپن دزدیده می‌شود، مأمور پلیس آکاساکا مامورو نامحسوسانه به هینامیزاوا می‌رود تا ارتباط احتمالی اعتراضات روستایی‌ها با ماجرای دزدیده شدن را تحقیق کند. مدت زیادی نمی‌گذرد که او با دختربچه‌ای به نام فوروده ریکا آشنا می‌شود. دختری که به او هشداری وهم‌آلود می‌دهد: «به توکیو برگرد.»

#### هیگوراشی وقتی که آنهاگریه می‌کنند کای
هیگوراشی وقتی که آن‌ها گریه می‌کنند کای (ひぐらしのなく頃に解 ت.ت. 'وقتی که جیرجیرک‌ها گریه می‌کنند، راه‌حل') متشکل از چهار بخش بعدی رمان بوده و نیمهٔ دوم داستان را تشکیل می‌دهد. کای دومین مجموعه از مجموعه‌های وقتی که آن‌ها گریه می‌کنند می‌باشد. آرک‌های این مجموعه معروف به آرک‌های پاسخ هستند که سرنخ‌هایی را برای یافتن حقیقت پشت پردهٔ حوادث و فاجعهٔ عظیم هینامیزاوا به خواننده ارائه می‌دهند.
‌مه‌آکاشی-هِن (Meakashi-hen, 目明し編, ت.ت. 'بخش باز کردن چشم‌') (۲۰۰۴)
سونوزاکی شیون پس از فرار از مدرسهٔ شبانه‌روزی‌اش در ۱۹۸۲، در اوکینومیا مخفی می‌شود تا از خانوادهٔ سونوزاکی دور بماند و سعی می‌کند زندگی‌اش را همچون افراد عادی ادامه دهد. طولی نمی‌کشد که او با هوجو ساتوشی آشنا شده و عاشق او می‌شود. همچنانکه زمان می‌گذرد، نفرین اویاشیرو-ساما قربانیان بیشتری می‌گیرد؛ در حالیکه شیون تقلا می‌کند پاسخ سؤالاتش را بیابد.
‌تسومی‌هوروبوشی-هِن (Tsumihoroboshi-hen, 罪滅し編, ت.ت. 'بخش توبه کردن') (۲۰۰۵)
این آرک از دو منظر مائبارا کئیچی و ریوگو رنا بیان می‌شود. پدر مطلقهٔ رنا در حال وقت‌گذرانی با زن جدیدی به نام رینا است. وقتی که رینا تلاش می‌کند خانوادهٔ ریوگو را از هم بپاشد، رنا حل مشکلاتش را بر عهده می‌گیرد. کئیچی و دیگر اعضای باشگاه تلاششان را می‌کنند تا به رنا در عواقب کارش کمک کنند؛ ولی همه چیز از کنترل خارج می‌شود زمانی که رنا یک توطئه را آشکار می‌کند.
‌میناگوروشی-هِن (Minagoroshi-hen, 皆殺し編, ت.ت. 'بخش قتل‌عام کردن') (۲۰۰۵)
فوروده ریکا برای یافتن یک پایان خوب با کمک هانیو به تعداد بیشماری از «تکه‌ها» (Fragments) سفر کرده است. این تکه (یا واقعیت موازی) مثل هر تکهٔ دیگری به نظر می‌رسد تا اینکه کئیچی موفق می‌شود سرنوشت را تغییر دهد. ریکا که اعتماد به نفسش را به دست آورده، مصمم می‌شود سرنوشتش را تغییر دهد تا اینکه اتفاقات پیش‌بینی نشده‌ای رخ می‌دهند.
‌ماتسوری‌بایاشی-هِن (Matsuribayashi-hen, 祭囃し編, ت.ت. 'بخش همراهی کردن جشنواره') (۲۰۰۶)
انگیزهٔ مجرم سرانجام فاش می‌شود و رخدادهای منتهی به ژوئن ۱۹۸۳ بازگو می‌شوند. فوروده ریکا و هانیو همه چیز را بر آخرین تکه شرط می‌بندند تا به پایانی خوب برای همگی برسند.

#### هیگوراشی وقتی که آن‌هاگریه می‌کنند: ری
هیگوراشی وقتی که آن‌ها گریه می‌کنند ری (ひぐらしのなく頃に礼 ت.ت. 'وقتی که جیرجیرک‌ها گریه می‌کنند قدردانی') مجموعه‌ای از آرک‌های اضافه در قالب رمان تصویری است که در ۲۰۰۶ منتشر شد. از روی این رمان، یک مجموعه اووی‌ای پنج قسمتی نیز در ۲۰۰۹ منتشر گشت.
‌سایکوروشی-هِن (Saikoroshi-hen, 賽殺し編, ت.ت. 'بخش نابود کردن تاس') (۲۰۰۶)
این آرک که ادامۀ ماتسوری‌بایاشی-هن است، همچون یک مؤخره برای داستان اصلی می‌باشد. این آرک شامل قسمت‌های دو تا چهار اووی‌ای ۲۰۰۹ می‌باشد.
ریکا که توانست با کمک دوستان و متحدانش از تراژدی ژوئن ۱۹۸۳ بگذرد و سرنوشت غم‌انگیز خود را تغییر دهد، مشتاق تابستان پیش‌رو است. با این حال یک تصادف باعث می‌شود او به دنیایی کاملاً جدید برود که با دنیاهای قبلی تفاوت زیادی دارد. هانیو نیز در کنار ریکا نیست تا راهنمایش باشد. به همین خاطر ریکا همچنانکه در حال مشاهدۀ این دنیاست و به دنبال راهی برای فرار است، بر زندگی‌اش می‌اندیشد و باید تصمیم مهمی بگیرد.

### آرک‌های اضافهٔ رمان‌های کنسول

#### هیگوراشی وقتی که آنهاگریه می‌کنندماتسوری
هیگوراشی وقتی که آن‌ها گریه می‌کنند ماتسوری (ひぐらしのなく頃に祭 ت.ت. 'وقتی که جیرجیرک‌ها گریه می‌کنند جشنواره') مجموعه‌ای از داستان‌های اضافه در قالب رمان تصویری همراه با آرک‌های اصلی رمان است که توسط آلکمیست توسعه یافته و به پلی‌استیشن ۲ پورت شده است. آلکمیست این مجموعه را در ۲۲ فوریهٔ ۲۰۰۷ منتشر کرد.
‌تارایماواشی-هِن (Taraimawashi-hen, 盥回し編, ت.ت. 'بخش چرخاندن تشت') (۲۰۰۷)
این آرک، یک پایان بد برای داستان است. در صورتی که بازیکن در طول رمان، با شخصیت‌ها از طریق انتخاب گزینه‌ها تعامل نداشته باشد وارد این آرک می‌شود. نام این بخش اصطلاحی در ژاپنی است و مفهوم آن "سپردن مشکل به کسی دیگر برای فرار از مسئولیت" است.
کئیچی از لحظه‌ای که به هینامیزاوا آمده، لحظات خوب و شادی را با دوستانش داشته است؛ که ناگهان اوئیشی کورائودو خودش را به او معرفی می‌کند. او در حال بازجویی از مردم دربارهٔ قتلی که در روز جشنوارهٔ واتاناگاشی رخ داده می‌باشد، اما دوستان کئیچی هیچ‌کدام‌شان تمایل ندارند همکاری کنند. برعکس، انگار آنها چیزی را دارند پنهان می‌کنند. کئیچی که از رنا و میون می‌ترسید، دهانش را بسته نگه می‌دارد. او نگاه‌های سرد یک نفر را متوجه می‌شود: همکلاسی‌اش فوروده ریکا.
‌تسوکی‌اوتوشی-هِن (Tsukiotoshi-hen, 憑落し編, ت.ت. 'بخش جن‌گیری') (۲۰۰۷)
این آرک نیز پایان بدی برای داستان است. نام این بخش گرچه در ژاپنی به معنای جن‌گیری است؛ اما خود نام ژاپنی آن بازی با کلمات است و در واقع معنای آن «هل دادن کسی از ارتفاع» است.
کئیچی، رنا و شیون تصمیم می‌گیرند هوجو تِپِی، عموی ساتوکو، را بکشند تا ساتوکو را که بخاطرش زندگی دشواری را دارد تجربه می‌کند، نجات دهند. این سه نفر اگرچه دلیل خاص خودشان را دارند، اما هدف آنها یکسان می‌باشد. آنها سرانجام در شب جشنوارهٔ واتاناگاشی به هدفشان دست می‌یابند؛ اما اتفاقات غیرمنتظره‌ای پس از آن یکی یکی برایشان رخ می‌دهد.
‌میوتسوکوشی-هِن اوموته (Miotsukushi-hen Omote, 澪尽し編・表, ت.ت. 'بخش خالی کردن آبراه: بیرون') (۲۰۰۷)
این آرک پس از میناگوروشی-هن اتفاق می‌افتد و همچون یک پایان خوب دیگر در کنار ماتسوری‌بایاشی-هن می‌باشد. نام این بخش هم اشاره به مجموعه شعر مان‌یوشو دارد و نیز به معنای "تمام تلاش خود را کردن" است و اشاره بر این دارد که شخصیت‌ها در این بخش باید تمام تلاششان را کنند تا به پایانی خوب دست یابند.
فوروده ریکا در دنیایی دیگر بیدار می‌شود و این بار می‌داند دشمنش کیست؛ اما هانیو به‌طور اسرارآمیزی ناپدید شده است. ریکا که از سرنوشت این دنیا دلسرد و ناامید شده، با گذر زمان بر ناآسودگی‌اش افزوده می‌شود. مائبارا کئیچی متوجه ناراحتی ریکا می‌شود. ریکا تصمیم می‌گیرد به کئیچی اعتماد کند و او را از سفرهایش به دنیاهای دیگر مطلع می‌سازد. کئیچی با اَعمالش ثابت می‌کند که او بسیار متفاوت‌تر از کئیچی دنیاهای دیگر است و به همین ترتیب ریکا مصمم می‌شود سرنوشتش را به دست آورد. همچنانکه ریکا تلاش می‌کند دشمنانش و انگیزه‌های آن‌ها را بیشتر بفهمد، تراژدی‌های دیگر دنیاها وارد این دنیا می‌شوند: مامیا رینا در حال نقشه کشیدن برای کلاه‌برداری از خانوادهٔ سونوزاکی ست و علاوه بر آن با پدر ریوگو رنا دارد قرار می‌گذارد؛ عموی ساتوکو، هوجو تِپِی هم به هینامیزاوا برگشته و میان سونوزاکی میون و شیون اختلاف به وجود می‌آید. ریکا و کئیچی برای اینکه همگی را در کنار همدیگر بیاورند، تلاش می‌کنند با همکاری یکدیگر مشکلات دوستانشان را حل کنند قبل از آن که دیگر خیلی دیر شود.

#### هیگوراشی وقتی که آن‌هاگریه می‌کنندکیزونا
هیگوراشی وقتی که آن‌ها گریه می‌کنند کیزونا (ひぐらしのなく頃に絆 ت.ت. 'وقتی که جیرجیرک‌ها گریه می‌کنند پیوندها') مجموعه‌ای از چهار بازی است که هرکدام شامل چهار بخش می‌باشد. این بخش‌ها شامل آرک‌های اصلی و آرک‌های اضافهٔ دیگر می‌باشد. کیزونا توسط آلکمیست توسعه یافته و به نینتندو دی‌اس پورت شده است. چهار مجموعه به ترتیب در ژوئن و نوامبر ۲۰۰۸، مارس ۲۰۰۹ و فوریهٔ ۲۰۱۰ منتشر گشتند.
‌سومه‌اوتسوشی-هِن (Someutsushi-hen, 染伝し編, ت.ت. 'بخش پخش شدن رنگ') (۲۰۰۸)
اقتباس آرک اونی‌ساراشی-هن از مانگای رسمی مجموعه.
کیمیوشی ناتسومی پس از نقل مکان همراه با خانواده‌اش از اوکینومیا به کاکیئوچی-شی (垣内市 Kakiuchi-shi) در استان آیچی، زندگی خوبی دارد. پس از اینکه تودو آکیرا عشقش را به او اعتراف می‌کند، زندگی‌اش رو به بهبودی قرار می‌گیرد؛ تا اینکه فاجعهٔ عظیم هینامیزاوا رخ می‌دهد و محلی‌های هینامیزاوا که در شهرهای دیگر زندگی می‌کنند، شروع به ارتکاب جنایت‌های عجیبی می‌کنند. ناتسومی که از این رخدادها آگاه می‌شود، از اینکه روزی دوستانش بفهمند که او نیز اهل همانجاست می‌ترسد. در همین حال، کارآگاه مینای توموئه که در حال تحقیق بر روی این جنایات عجیب می‌باشد، در این مسیر با ناتسومی مواجه شود.
‌کاگه‌بوشی-هِن (Kageboushi-hen, 影紡し編, ت.ت. 'بخش چرخیدن سایه') (۲۰۰۸)
اقتباس آرک اونی‌ساراشی-هن از مانگای رسمی مجموعه.
پس از فاجعهٔ عظیم هینامیزاوا، محلی‌های هینامیزاوا شروع به ارتکاب جنایت‌های عجیبی می‌کنند. در همین راستا، کارآگاه مینای توموئه، آکاساکا مامورو و اوئیشی کورائودو بر روی محلی‌های هینامیزاوا که در کاکیئوچی سکونت دارند به دلیل ارتباط بالقوهٔ آنها با "نفرین اویاشیرو-ساما"، تحقیق می‌کنند. کیمیوشی ناتسومی از اینکه بقیه بدانند او هم اهل همان منطقه می‌باشد، هراسان است. دوستانش با این حال از این موضوع خبر دارند و نمی‌دانند چه کار باید کنند. تحقیقات کارآگاه‌ها توطئه‌ای را در پشت پرده‌ها نشان می‌دهد؛ اما اتفاقی نابهنگام منجر می‌شود حقیقت برای همیشه مخفی بماند.
‌یوئیگوشی-هِن (Yoigoshi-hen, 宵越し編, ت.ت. 'بخش فراتر از نیمه‌شب') (۲۰۰۹)
اقتباس آرک یوئیگوشی-هن از مانگای رسمی مجموعه.
۲۰ سال پس از فاجعهٔ عظیم هینامیزاوا، سرانجام قرنطینهٔ هینامیزاوا برداشته می‌شود. سه سال بعد، در ژوئن ۲۰۰۶ آراکاوا ریونوسوکه که یک نویسندهٔ فریلنسر است با همراهی سوریماچی میوکی به روستای خالی از سکنهٔ هینامیزاوا می‌روند تا در مورد این روستا تحقیق کنند. آنها در مسیرشان با اتفاقات عجیبی روبرو می‌شوند. از جمله خودروهای پارک شده در راهشان به روستا و ملاقات با افرادی دیگر در هینامیزاوای بدون سکنه؛ تووادا یائه و دوست‌پسرش کوروساوا تاکومی، اوتوبه آکیرا و نیز فردی که می‌بایست در حادثهٔ گروگان‌گیری مدرسهٔ هینامیزاوا در ژوئن ۱۹۸۳ مرده باشد: سونوزاکی میون. این اتفاقات با گذر زمان بیشتر شک افراد را برمی‌انگیزد که هینامیزاوا "سرزمین مردگان" شده است.
‌توکیهوگوشی-هِن (Tokihogushi-hen, 解々し編, ت.ت. 'بخش گره‌گشایی') (۲۰۰۹)
در سال ۱۹۸۲، ریوگو رنا به برخی از دانش‌آموزان و همکلاسی‌هایش در ایباراکی حمله می‌کند و اویاشیرو-ساما را مقصر این کارهایش می‌داند. اوزاکی ناگیسا با غم و نفرت ناشی از اینکه بهترین دوستش چنین جنایت وحشتناکی را مرتکب شده، دست و پنجه نرم می‌کند. هنگامی که یکی از قربانیان حملهٔ رنا، چند ماه پس از حادثهٔ مدرسه در اکتبر همان سال به قتل رسیده یافت می‌شود، کارآگاه مینای توموئه بر روی این قتل تحقیق می‌کند و به محل سکونت جدید رنا در روستای هینامیزاوا می‌رود. او در مسیر تحقیقاتش با دوستانی چه جدید و چه قدیمی ملاقات می‌کند.
‌میوتسوکوشی-هِن اورا (Miotsukushi-hen Ura, 澪尽し編・裏, ت.ت. 'بخش خالی کردن آبراه: درون') (۲۰۱۰)
کیمیوشی ناتسومی بعضی چیزها را در زندگی روزمره‌اش تغییر می‌دهد که هم نتایج خوب و هم بد را به بار می‌آورد. مینای توموئه در تلاش برای به دست آوردن سرنخ در مورد پرونده‌ای است که پدرش، مینای یوسوکه، زندگی‌اش را سر آن از دست داد و به قتل رسید. هنگامی که ناتسومی و توموئه در مسیر زندگی‌شان با هم مواجه می‌شوند، تاریکی که همه چیز را پوشانده بود ناپدید می‌شود و توطئه‌ای که مدت طولانی مخفی مانده بود، برملا می‌شود.
‌کوتوهوگوشی-هِن (Kotohogushi-hen, 言祝し編, ت.ت. 'بخش تبریک‌گویی') (۲۰۱۰)
این آرک گذشتهٔ دور را روایت و خاستگاه موجودیت هانیو و نیز اویاشیرو-ساما را معرفی می‌کند.
در زمان‌های بسیار دور، ریوئون‌ها (リューン Ryuun) به زمین آمدند و به‌طور اتفاقی دیوها را نیز با خودشان آوردند، دیوهایی که بشریت را به وحشت انداختند. های-ریوئون یِئاسومول جِدا (ハィ＝リューン・イェアソムール・ジェダ Hai-Ryuun Yeasomul Jedha) سلحشوری از ریوئون‌ها بود که از انسان‌ها در برابر دیوها محافظت می‌کرد و پس از آنکه دیوها به روستای اونیگافوچی یورش بردند، نام اویاشیرو-ساما را برگرفت. یئاسومول نوزادی را در حین حمله از ویرانه‌ها نجات می‌دهد و سرپرستی‌اش را بر عهدهٔ بازماندگان قرار می‌دهد. آن نوزاد نزد روستائی‌ها همچون تناسخ یئاسومول تربیت و بزرگ می‌شود. هنگامی که یئاسومول پس از ۲۰ سال بازمی‌گردد، با فوروده ریکو آشنا می‌شود و ارتباط دوستی عجیبی را با او ایجاد می‌کند.

### آرک‌های اقتباس انیمهٔ ۲۰۰۶، ۲۰۰۷، ۲۰۲۰ و ۲۰۲۱

#### وقتی که آنهاگریه می‌کنند (فصل اول)
فصل اول مجموعه انیمه که شامل شش آرک زیر است. این مجموعه در سال ۲۰۰۶ منتشر شد.
اونیکاکوشی-هِن (۲۰۰۶)
واتاناگاشی-هِن (۲۰۰۶)
تاتاریگوروشی-هِن (۲۰۰۶)
هیماتسوبوشی-هِن (۲۰۰۶)
‌مه‌آکاشی-هِن (۲۰۰۶)
‌تسومی‌هوروبوشی-هِن (۲۰۰۶)

#### وقتی که آن‌هاگریه می‌کنند: کای (فصل دوم)
فصل دوم مجموعه انیمه که شامل یک آرک اضافه یاکوساماشی-هن و دو آرک پاسخ است. این مجموعه در سال ۲۰۰۷ منتشر شد.
‌یاکوساماشی-هِن (Yakusamashi-hen, 厄醒し編, ت.ت. 'بخش بیدار شدن فاجعه') (۲۰۰۷)
این آرک به درخواست ریوکیشی۰۷ و با نویسندگی و نظارت مستقیم او بر استودیو ساخته شد. هدف از تولید این آرک، گنجاندن جزئیات مهمی از داستان بود که در اقتباس فصل اول انیمه حذف شده بود. این آرک از منظر ساتوکو هوجو روایت می‌شود.
ساتوکو و دوستانش از فعالیت‌های باشگاه مدرسه و لحظات خوبی که با همدیگر دارند، لذت می‌برند. در همین‌ حال ساتوکو که متوجه افسردگی ناگهانی و رفتارهای عجیب بهترین دوستش ریکا می‌شود، به تدریج نگران او می‌گردد. علاوه بر اینها، او در یک شب می‌شنود که ریکا با صدایی بزرگسالانه‌تر در حال گفتگو با موجودی نامرئی درمورد قتل اجتناب‌ناپذیرش و تلاش‌های بیهودۀ خود برای تغییر سرنوشت است.
‌میناگوروشی-هِن (۲۰۰۷)
‌ماتسوری‌بایاشی-هِن (۲۰۰۷)

#### هیگوراشی وقتی که آن‌هاگریه می‌کنند: گو (فصل سوم)
فصل سوم مجموعه انیمه که در اکتبر ۲۰۲۰ شروع به پخش شد. در اوایل سال ۲۰۲۰ اعلام شد که این فصل، یک بازخلق کامل از مجموعه انیمۀ قبلی خواهد بود. اما با پخش اولین قسمت، نشان داده شد که این فصل روایت داستانی جدید و نیز آرک‌های جدید دارد و در اصل ادامۀ فصول قبلی می‌باشد. این فصل شامل پنج آرک زیر می‌باشد.
‌اونی‌داماشی-هِن (Onidamashi-hen, 鬼騙し編, ت.ت. 'بخش فریب دیو') (۲۰۲۰)
‌واتاداماشی-هِن (Watadamashi-hen, 綿騙し編, ت.ت. 'بخش فریب پنبه') (۲۰۲۰)
‌تاتاری‌داماشی-هِن (Tataridamashi-hen, 祟騙し編, ت.ت. 'بخش فریب نفرین') (۲۰۲۰)
‌نکوداماشی-هِن (Nekodamashi-hen, 猫騙し編, ت.ت. 'بخش فریب گربه') (۲۰۲۱)
‌ساتوکوواشی-هِن (Satokowashi-hen, 郷壊し編, ت.ت. 'بخش نابودی روستا') (۲۰۲۱)

#### هیگوراشی وقتی که آن‌هاگریه می‌کنند: سوتسو (فصل چهارم)
ادامۀ فصل سوم که در ژوئیهٔ ۲۰۲۱ شروع به پخش شد. فصل چهارم شامل چهار آرک زیر است.
‌اونی‌آکاشی-هِن (Oniakashi-hen, 鬼明し編, ت.ت. 'بخش افشاء دیو') (۲۰۲۱)
‌واتاآکاشی-هِن (Wataakashi-hen, 綿明し編, ت.ت. 'بخش افشاء پنبه') (۲۰۲۱)
‌تاتاری‌آکاشی-هِن (Tatariakashi-hen, 祟明し編, ت.ت. 'بخش افشاء نفرین') (۲۰۲۱)
‌کاگوراشی-هِن (Kagurashi-hen, 神楽し編, ت.ت. 'بخش سرگرم کردن خدا') (۲۰۲۱)

## آرک‌های مانگا
فهرست جلدها و بخش‌های مانگای رسمی مجموعه به تفکیک هر آرک.

پوستر انگلیسی اولین جلد مانگا از مجموعۀ هیگوراشی وقتی که آن‌ها گریه می‌کنند، آرک اونی‌کاکوشی-هن. منتشر شده توسط ین پرس در ۱۸ نوامبر ۲۰۰۸ در آمریکای شمالی

### اونی‌کاکوشی-هن (بخش ناپدید شدن توسط دیو)
| 1. "روستای هینامیزاوا" (雛見沢村 "Hinamizawa-mura") 2. "شب واتاناگاشی" (綿流しの夜 "Watanagashi no Yoru") 3. "بدگمانی" (疑心 "Gishin") |

| 1. "تله" (罠 "Wana") 2. "انزوا" (孤立 "Koritsu") 3. "رنا ریوگو" (竜宮レナ "Ryūgū Rena") 4. "آرزو" (願い "Negai") |

### واتاناگاشی-هن (بخش به جریان افتادن پنبه‌ها)
| 1. "هینامیزاوا" (雛見沢) 2. "انجل مورت" (エンジェルモート "Enjeru Mōto") 3. "پروژۀ سد هینامیزاوا" (雛見沢ダム計画 "Hinamizawa Damu Keikaku") 4. "نبرد فرشته" (エンジェル攻防戦 "Engeru Kōbōsen") 5. "شناور کردن پنبه‌ها" (綿流し "Watanagashi") |

| 1. "سایگودن" (祭具殿 "Saiguden") 2. "نفرین پنجمین سال" (五年目の祟り "Go-nenme no Tatari") 3. "ناپدید شده توسط دیوها" (鬼隠し "Onikakushi") 4. "ناپدید شدن" (失踪 "Shissō") 5. "تماس تلفنی" (電話 "Denwa") 6. "دیو" (鬼 "Oni") 7. "آخرین آرزو" (最後の願い "Saigo no Negai") |

### تاتاری‌گوروشی-هن (بخش کشته شدن توسط نفرین)
| 1. "بخش ۱" (第1話 "Dai Ichi Wa") 2. "بخش ۲" (第2話 "Dai Ni Wa") 3. "بخش ۳" (第3話 "Dai San Wa") 4. "بخش ۴" (第4話 "Dai Yon Wa") 5. "بخش ۵" (第5話 "Dai Go Wa") |

| 1. "بخش ۶" (第6話 "Dai Roku Wa") 2. "بخش ۷" (第7話 "Dai Shichi Wa") 3. "بخش ۸" (第8話 "Dai Hachi Wa") 4. "بخش ۹" (第9話 "Dai Kyū Wa") 5. "بخش ۱۰" (第10話 "Dai Jū Wa") 6. "بخش ۱۱" (第11話 "Dai Jū-ichi Wa") 7. "بخش ۱۲" (第12話 "Dai Jū-ni Wa") 8. "آخرین بخش" (最終話 "Saishū Wa") |

### هیماتسوبوشی-هن (بخش تلف کردن زمان)
| 1. "مشاوره" (勧告 "Kankoku") 2. "شوالیۀ میز ماژونگ" (雀卓の騎士 "Jantaku no Kishi") 3. "عزم" (覚悟 "Kakugo") 4. "هشدار" (警告 "Keikoku") |

| 1. "تماس" (接触 "Sesshoku") 2. "آزادی" (解放 "Kaihō") 3. "سرنوشت" (運命 "Sadame") 4. "فراق" (別れ "Wakare") 5. "قاطعیت" (決意 "Ketsui") |

### یوئیگوشی-هن (بخش فراتر از نیمه‌شب)
| 1. "بخش صفر" (第0話 "Dai 0 Wa") 2. "۲۱ ژوئن، ۹:۰۰ شب" (6月21日午後9時 "Rokugatsu Ni-jū-ichi-nichi Gogo Ku-ji") 3. "۲۱ ژوئن، ۱۰:۰۰ شب" (6月21日午後10時 "Rokugatsu Ni-jū-ichi-nichi Gogo Jū-ji") 4. "۲۱ ژوئن، ۱۱:۰۰ شب، سالن اجتماعات ۱" (6月21日午後11時 集会所① "Rokugatsu Ni-jū-ichi-nichi Jū-ichi-ji Shūkaijo Ichi") 5. "۲۲ ژوئن، ۰:۰۰ شب، سالن اجتماعات ۲" (6月22日午前0時 集会所② "Rokugatsu Ni-jū-ni-nichi Gozen Zero-ji Shūkaijo Ni") 6. "۲۲ ژوئن، ۰:۳۰ شب، معبد فوروده ۱" (6月22日午前0時30分 古手神社① "Rokugatsu Ni-jū-ni-nichi Gozen Zero-ji San-jūppun Furude Jinja Ichi") 7. "۲۲ ژوئن، ۱:۰۰ شب، معبد فوروده ۲" (6月22日午前1時 古手神社② "Rokugatsu Ni-jū-ni-nichi Gozen Ichi-ji Furude Jinja Ni") |

| 1. "۲۲ ژوئن، ۲:۰۰ شب، سالن اجتماعات ۳" (6月22日午前2時 集会所③ "Rokugatsu Ni-jū-ni-nichi Gozen Ni-ji Shūkaijo San") 2. "۲۲ ژوئن، ۳:۰۰ شب، سالن اجتماعات ۴" (6月22日午前3時 集会所④ "Rokugatsu Ni-jū-ni-nichi Gozen San-ji Shūkaijo Yo") 3. "۲۲ ژوئن، ۴:۰۰ صبح، سالن اجتماعات ۵" (6月22日午前4時 集会所⑤ "Rokugatsu Ni-jū-ni-nichi Gozen Yo-ji Shūkaijo Go") 4. "۲۲ ژوئن، سحرگاه" (6月22日 夜明け "Rokugatsu Ni-jū-ni-nichi Yoake") 5. "۲۲ ژوئن، ۵:۰۰ صبح، به سوی عمارت اصلی سونوزاکی" (6月22日午前5時 園崎本家へ "Rokugatsu Ni-jū-ni-nichi Gozen Go-ji Sonozaki Honke e") 6. "۲۲ ژوئن، سپیده‌دم، عمارت اصلی سونوزاکی" (6月22日早暁 園崎本家 "Rokugatsu Ni-jū-ni-nichi Sōgyō Sonozaki Honke") 7. "۲۲ ژوئن، ۶:۰۰ صبح، سرانجام" (6月22日午前6時 決着 "Rokugatsu Ni-jū-ni-nichi Gozen Roku-ji Ketchaku") |

### مه‌آکاشی-هن (بخش باز کردن چشم‌)
| 1. "برگشتن به خانه" (帰郷 "Kikyō") 2. "تجدید دیدار" (再会 "Saikai") 3. "اویاشیرو-ساما" (オヤシロさま) 4. "غیرقابل‌بخشش..." (ユルサナイ… "Yurusanai...") 5. "شناور کردن پنبه‌ها" (ワタ流し "Watanagashi") |

| 1. "سایگودن زیرزمینی" (地下祭具殿 "Chika Saiguden") 2. "تاوان پس دادن" (けじめ "Kejime") 3. "تقدیر" (宿命 "Shukumei") 4. "صدای پا" (足音 "Ashioto") 5. "واتاناگاشی سال ۱۹۸۳" (昭和58年綿流し "Shōwa 58-nen Watanagashi") 6. "عزم" (決意 "Ketsui") |

| 1. "به یاد گذشته بودن" (回顧 "Kaiko") 2. "انتقام" (仇 "Kataki") 3. "پیروان غافل" (妄信者 "Bōshinsha") 4. "زندگی کن" (生きて "Ikite") 5. "کاهن اویاشیرو-ساما" (オヤシロさまの巫女 "Oyashiro-sama no Miko") |

| 1. "غرش دیو" (鬼の咆哮 "Oni no Hōkō") 2. "میون و شیون" (魅音と詩音 "Mion to Shion") 3. "قول دادن" (約束 "Yakusoku") 4. "اعتراف" (告白 "Kokuhaku") 5. "یادداشتی خوشحال کننده" (幸せノート "Shiawase Nōto") |

### تسومی‌هوروبوشی-هن (بخش توبه کردن)
| 1. "رنای خوشحال" (シアワセなレナ "Shiawase na Rena") 2. "دنیای در هم پیچ‌خورده" (歪む世界 "Hizumu Sekai") 3. "تلاش رنا" (レナの戦い "Rena no Tatakai") |

| 1. "حداکثر عزم" (決意の果て "Ketsui no Hate") 2. "دوست‌ها" (仲間 "Nakama") 3. "و سپس واتاناگاشی" (そして綿流し "Soshite Watanagashi") 4. "حقیقت نفرین" (祟りのシンジツ "Tatari no Shinjitsu") |

| 1. "وارونگی" (反転 "Hanten") 2. "سردرگمی" (昏迷 "Konmei") 3. "رازها" (秘密 "Himitsu") 4. "خاطرات" (記憶 "Kioku") |

| 1. "آخرین حرکت" (最後の一手 "Saigo no Itte") 2. "محاصره" (籠城 "Rōjō") 3. "محدودۀ زمانی" (タイムリミット "Taimu Rimitto") 4. "کمتر از ده دقیقه" (もう10分も無い "Mō Juppun mo Nai") 5. "رنای خوشحال" (幸せなレナ "Shiawase na Rena") |

### میناگوروشی-هن (بخش قتل‌عام کردن)
| 1. "فردریکا" (フレデリカ "Furederika") 2. "در میان کوه‌ها" (山中にて "Sanchū nite") 3. "قدرت مورد نیاز برای تغییر سرنوشت" (運命を変える力 "Unmei o Kaeru Chikara") 4. "دنیای خوش‌اقبالی‌ها" (幸運な世界 "Kōun na Sekai") 5. "تجدید دیدار معجزه‌آسا" (奇跡の再会 "Kiseki no Saikai") |

| 1. "مردی که فراموش شده" (忘れていた男 "Wasureteita Otoko") 2. "دنیایی که قبلاً دیدم" (いつか見た世界 "Itsuka Mita Sekai") 3. "ایدۀ کئیچی" (圭一のアイデア "Keiichi no Aidea") 4. "روحیۀ هینامیزاوا" (雛見沢スピリッツ "Hinamizawa Supirittsu") |

| 1. "دستان نجات‌دهنده" (救いの手 "Sukui no Te") 2. "سومین تقاضا" (3度目の陳情 "Sandome no Chinjō") 3. "نفرین اویاشیرو-ساما" (オヤシロさまの祟り "Oyashiro-sama no Tatari") 4. "روحیۀ اتحادیۀ دفاع" (死守同盟の魂 "Shishu Dōmei no Tamashii") |

| 1. "نمایشی با همراهی اوریو" (お魎との対決 "Oryō to no Taiketsu") 2. "قدرت اوریو" (お魎の力 "Oryō no Chikara") 3. "نیروی حقیقی" (ほんとうの強さ "Hontō no Tsuyosa") 4. "در شب واتاناگاشی" (綿流しの夜に "Watanagashi no Yoru ni") |

| 1. "آغاز عملیات" (作戦開始 "Sakusen Kaishi") 2. "دلبستگی ماندگار به این جهان" (この世界への未練 "Kono Sekai e no Miren") 3. "تحولات پیش‌بینی‌نشده" (予期せぬ展開 "Yokisenu Tenkai") 4. "نشانگان هینامیزاوا" (雛見沢症候群 "Hinamizawa Shōkōgun") |

| 1. "آغاز پایان" (終わりの始まり "Owari no Hajimari") 2. "زمان متوقف‌شده" (止まった時間 "Tomatta Jikan") 3. "فنا" (終焉 "Shūen") 4. "آخر الزمان" (終末作戦 "Shūmatsu Sakusen") |

### ماتسوری‌بایاشی-هن (بخش همراهی کردن جشنواره)
| 1. "میوکو تاناشی" (田無美代子 "Tanashi Miyoko") 2. "فرار" (脱走 "Dassō") 3. "صاعقه" (雷鳴 "Raimei") 4. "پیوند" (絆 "Kizuna") |

| 1. "روی آن پا نگذار!" (踏まないで "Fumanaide") 2. "حادثۀ پل مارکو پولو" (盧溝橋事件 "Rokōkyō Jiken") 3. "ایریه کیوسوکه" (入江京介 "Irie Kyōsuke") 4. "نفرین" (祟り "Tatari") 5. "دومین قربانی مراسم پیشکشی" (生贄第二号 "Ikenie Dainigō") |

| 1. "کاهن اویاشیرو-ساما" (オヤシロさまの巫女 "Oyashiro-sama no Miko") 2. "حادثۀ پارک طبیعی شیراکاوا" (白川公園転落事故 "Shirakawa Kōen Tenraku Jiko") 3. "مادر ملکه" (女王の母 "Joō no Haha") 4. "قتل عمۀ هوجو" (北条叔母撲殺事件 "Hōjō-oba Bokusatsu Jiken") |

| 1. "نسیمی تازه" (新しい風 "Atarashii Kaze") 2. "یک‌های روی تاس" (サイコロの1 "Saikoro no Ichi") 3. "دعوت به پایان" (終末への誘い "Shūmatsu e no Izanai") 4. "اعلان جنگ" (宣戦布告 "Sensen Fukoku") 5. "هانیو فوروده" (古手羽入 "Furude Hanyū") |

| 1. "امیدواری و برنامه‌ها" (希望と陰謀 "Kibō to Inbō") 2. "نیروی همگی" (皆の力 "Minna no Chikara") 3. "دیدار دوباره" (再会 "Saikai") 4. "کورائودو اوئیشی" (大石蔵人 "Ōishi Kuraudo") 5. "عملیات ۴۸ ساعت" (48時間作戦 "48 Jikan Sakusen") 6. "شب پیش از نبرد نهایی" (決戦前夜 "Kessen Zenya") |

| 1. "عملیات آغاز می‌شود" (開戦 "Kaisen") 2. "فرار" (脱出 "Dasshutsu") 3. "نبرد در عمارت اصلی سونوزاکی" (園崎家攻防戦 "Sonozaki-ke Kōbōsen") 4. "اینجام که به تو کمک کنم" (君を助けに来た "Kimi o Tasuke ni Kita") |

| 1. "میو و میوکو" (三四と美代子 "Miyo to Miyoko") 2. "نبرد در پشت کوه" (裏山の激闘 "Urayama no Gekitō") 3. "ورود اجباری" (強行潜入 "Kyōkō Sennyū") 4. "عبور از مانع" (封鎖線突破 "Fūsasen Toppa") |

| 1. "نمایش، و سپس…" (決着、そして…。 "Ketchaku, Soshite….") 2. "خدایان و انسان‌ها" (神と人と "Kami to Hito to") 3. "دنیایی آرمانی" (理想の世界 "Risō no Sekai") |

### سایکوروشی-هن (بخش نابود کردن تاس)
| شماره | تاریخ انتشار اصلی | شابک اصلی              | تاریخ انتشار انگلیسی | شابک انگلیسی           |
| --- | ----------------- | ---------------------- | -------------------- | ---------------------- |
| ۱ (۲۶) | ۲۲ دسامبر ۲۰۱۱    | شابک ‎۹۷۸−۴−۷۵۷۵−۳۴۵۱−۳ | ۱۸ نوامبر ۲۰۱۴       | شابک ‎۹۷۸−۰−۳۱۶−۳۳۶۴۹−۹ |
| \| 1. "بدترین دنیا" (最悪の世界 "Saiaku no Sekai"؟) 2. "چشم تاس خدا" (神のサイコロの目 "Kami no Saikoro no Me"؟) 3. "تنها" (ひとりぼっち "Hitoribocchi"؟) 4. "برنکاستل" (ベルンカステル "Berunkasuteru"؟) 5. "مادر و دختر" (母と子と "Haha to Ko to"؟) 6. "یک جهان" (一つの世界 "Hitotsu no Sekai"؟) \| |                   |                        |                      |                        |
| 1. "بدترین دنیا" (最悪の世界 "Saiaku no Sekai") 2. "چشم تاس خدا" (神のサイコロの目 "Kami no Saikoro no Me") 3. "تنها" (ひとりぼっち "Hitoribocchi") 4. "برنکاستل" (ベルンカステル "Berunkasuteru") 5. "مادر و دختر" (母と子と "Haha to Ko to") 6. "یک جهان" (一つの世界 "Hitotsu no Sekai")             |                   |                        |                      |                        |

### اونی‌ساراشی-هن (بخش آشکار ساختن دیو)
| سرآغاز 1. "شروع" (はじまり "Hajimari") 2. "پیشگویی" (予感 "Yokan") 3. "خانواده" (家族 "Kazoku") |

| 1. "در هم فروریختن" (崩壊 "Hōkai") 2. "راز" (秘密 "Himitsu") 3. "سرانجام" (決着 "Ketchaku") 4. "حقیقت" (真実 "Shinjitsu") |